# 昭陽江

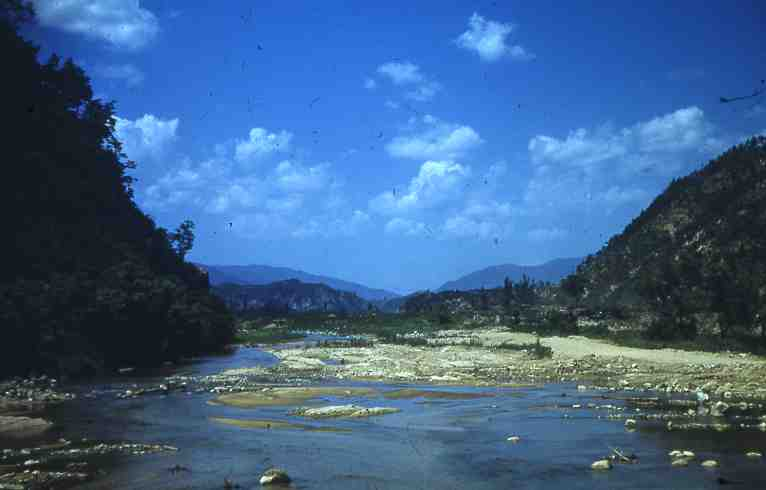
昭陽江攝於1951年6月

昭陽江（韓語：소양강）为韩国的一条河流，为汉江的支流，位于江原道麟蹄郡，发源于北韓境内。1967年建有昭陽大坝。朝鲜境内部分称为麟北川（韓語：인북천）。1951年5月16日至22日，朝鲜战争期间，附近发生昭阳江战役。